# بييترامونتيكورفينو
بييترامونتيكورفينو (بالإيطالية: Pietramontecorvino)‏ هي بلدية في مقاطعة فودجا في إقليم بوليا الإيطالي.

## السكان
في سنة 1861 بلغ عدد السكان 3٬178 نسمة، وتطور العدد ليصل في سنة 2011 لـ 2٬745 نسمة.
يظهر هذا المخطط البياني تطور النمو السكاني لـ بييترامونتيكورفينو